# Oshae Brissett
Oshae Jahve Brissett (Toronto, 20 giugno 1998) è un cestista canadese.

## Statistiche

### NCAA
| Anno      | Squadra         | PG | PT | MP   | TC%  | 3P%  | TL%  | RP  | AP  | PRP | SP  | PP   |
| --------- | --------------- | -- | -- | ---- | ---- | ---- | ---- | --- | --- | --- | --- | ---- |
| 2017-2018 | Syracuse Orange | 37 | 37 | 38,1 | 35,4 | 33,1 | 78,7 | 8,8 | 0,9 | 1,2 | 0,8 | 14,9 |
| 2018-2019 | Syracuse Orange | 34 | 34 | 33,0 | 39,3 | 27,0 | 66,0 | 7,5 | 1,8 | 1,0 | 0,8 | 12,4 |
| Carriera  | Carriera        | 71 | 71 | 35,7 | 37,1 | 30,7 | 73,6 | 8,2 | 1,3 | 1,1 | 0,8 | 13,7 |

#### Massimi in carriera
- Massimo di punti: 25 (3 volte)[1]
- Massimo di rimbalzi: 14 (3 volte)
- Massimo di assist: 4 (5 volte)
- Massimo di palle rubate: 4 vs Duke (23 febbraio 2019)
- Massimo di stoppate: 3 (4 volte)
- Massimo di minuti giocati: 46 vs Florida State (13 gennaio 2018)

### NBA

#### Regular Season
| Anno       | Squadra         | PG  | PT | MP   | TC%  | 3P%  | TL%  | RP  | AP  | PRP | SP  | PP   |
| ---------- | --------------- | --- | -- | ---- | ---- | ---- | ---- | --- | --- | --- | --- | ---- |
| 2019-2020  | Toronto Raptors | 19  | 0  | 7,1  | 36,1 | 20,0 | 80,0 | 1,4 | 0,4 | 0,2 | 0,1 | 1,9  |
| 2020-2021  | Indiana Pacers  | 21  | 16 | 24,7 | 48,3 | 42,3 | 76,9 | 5,5 | 0,9 | 0,9 | 1,0 | 10,9 |
| 2021-2022  | Indiana Pacers  | 67  | 25 | 23,3 | 41,1 | 35,0 | 69,5 | 5,3 | 1,1 | 0,7 | 0,4 | 9,1  |
| 2022-2023  | Indiana Pacers  | 65  | 2  | 16,7 | 38,6 | 31,0 | 71,7 | 3,4 | 0,7 | 0,5 | 0,2 | 6,1  |
| 2023-2024† | Boston Celtics  | 55  | 1  | 11,5 | 44,4 | 27,3 | 60,2 | 2,9 | 0,8 | 0,3 | 0,1 | 3,7  |
| Carriera   | Carriera        | 227 | 44 | 17,3 | 41,6 | 33,7 | 69,8 | 3,9 | 0,8 | 0,5 | 0,3 | 6,5  |

#### Playoffs
| Anno     | Squadra        | PG | PT | MP  | TC%  | 3P% | TL%  | RP  | AP  | PRP | SP  | PP  |
| -------- | -------------- | -- | -- | --- | ---- | --- | ---- | --- | --- | --- | --- | --- |
| 2024†    | Boston Celtics | 10 | 0  | 5,5 | 54,5 | 100 | 50,0 | 1,4 | 0,0 | 0,3 | 0,2 | 1,6 |
| Carriera | Carriera       | 10 | 0  | 5,5 | 54,5 | 100 | 50,0 | 1,4 | 0,0 | 0,3 | 0,2 | 1,6 |

#### Massimi in carriera
- Massimo di punti: 31 vs Toronto Raptors (16 maggio 2021)[2]
- Massimo di rimbalzi: 15 vs Oklahoma City Thunder (25 febbraio 2022)
- Massimo di assist: 5 (2 volte)
- Massimo di palle rubate: 5 vs Golden State Warriors (13 dicembre 2021)
- Massimo di stoppate: 5 vs Portland Trail Blazers (27 aprile 2021)
- Massimo di minuti giocati: 42 vs Oklahoma City Thunder (21 aprile 2021)

### G League
| Anno      | Squadra       | PG | PT | MP   | TC%  | 3P%  | TL%  | RP  | AP  | PRP | SP  | PP   |
| --------- | ------------- | -- | -- | ---- | ---- | ---- | ---- | --- | --- | --- | --- | ---- |
| 2019-2020 | Raptors 905   | 30 | 21 | 27,8 | 41,5 | 26,3 | 71,8 | 6,5 | 1,6 | 0,9 | 0,7 | 14,7 |
| 2020-2021 | F.W. Mad Ants | 12 | 10 | 34,6 | 43,8 | 33,3 | 73,3 | 9,7 | 2,2 | 0,9 | 0,7 | 18,6 |
| Carriera  | Carriera      | 42 | 31 | 29,7 | 42,2 | 28,9 | 72,2 | 7,4 | 1,8 | 0,9 | 0,7 | 15,8 |

## Palmarès
- Campionato NBA: 1

Boston Celtics: 2024